# LVI Puchar Gordona Bennetta (balonowy)
56 Puchar Gordona Bennetta – zawody balonów wolnych o Puchar Gordona Bennetta zorganizowane w Ebnat-Kappel w Szwajcarii. Start nastąpił 1 września 2012 roku.

## Uczestnicy
Wyniki zawodów.
| Zajęte miejsce | Balon                            | Załoga Pilot Pomocnik pilota       | Kraj              | Czas lotu [h] | Odległość [km] | Miejsce lądowania           |
| -------------- | -------------------------------- | ---------------------------------- | ----------------- | ------------- | -------------- | --------------------------- |
| 1.             | F-PPGB Villeneuve d'Ascq en Nord | Sébastien Rolland Vincent Leys     | Francja           | 69:02         | 1620,06        | Santa Olalla del Cala (ESP) |
| 2.             | HB-QKF MM-Technics               | Kurt Frieden Pascal Witpraechtiger | Szwajcaria        | 59:13         | 1604,28        | Puebla del Maestra (ESP)    |
| 3.             | N-526UP Beyond                   | Andy Cayton William Manuel         | Stany Zjednoczone | 42:05         | 1369,52        | Totana (ESP)                |
| 4.             | D-OWBI Columbus V                | Wilhelm Eimers Matthias Zenge      | Niemcy            | 45:56         | 1304,76        | Redovan (ESP)               |
| 5.             | D-OTLI Russian Records Factory   | Leonid Tyukhtyaev Sergey Grishin   | Rosja             | 43:19         | 1303,98        | Albacete (ESP)              |
| 6.             | N-707GH Delta Goodie             | Mark Sullivan Cheryl White         | Stany Zjednoczone | 45:25         | 1241,26        | Almansa (ESP)               |
| 7.             | D-OWBM Warsteiner                | Josef Scherzer Silvia Wagner       | Austria           | 34:23         | 1185,30        | Henarejos (ESP)             |
| 8.             | G-CGOZ                           | David Hempleman-Adams Simon Carey  | Wielka Brytania   | 33:48         | 849,90         | Santa Climenc (ESP)         |
| 9.             | D-OCFT Kandersteg                | Christopher Wood John Rose         | Wielka Brytania   | 21:14         | 760,16         | Le Mona (FRA)               |
| 10.            | HB-QHP Ajoie                     | Walter Mattenberger Max Krebs      | Szwajcaria        | 20:30         | 688,79         | Sauzet (FRA)                |
| 11.            | F-PALL IGEL                      | Benoit Pelard Benoît Péterlé       | Francja           | 20:48         | 685,18         | Parisot (FRA)               |
| 12.            | D-ORZL Nicaero Nautilo           | Gerald Stürzlinger Thomas Herndl   | Austria           | 20:53         | 683,59         | Cezac (FRA)                 |
| 13.            | HB-QPJ Zürich                    | Walter Gschwendtner Felix Gerber   | Szwajcaria        | 21:03         | 673,08         | Cieurac (FRA)               |
| 14.            | D-OSTZ Stuttgarter Hofbräu       | Tomas Hora Volker Loeschhorn       | Niemcy            | 20:58         | 672,14         | Tursac (FRA)                |
| 15.            | D-OMFE Ferdinand Eimermacher     | Heinz Otto Lausch Marion Lausch    | Niemcy            | 21:35         | 666,30         | Rueyres (FRA)               |
| 16.            | EC-LKU DIEGO                     | Anulfo Gonzales Angel Aguirre      | Hiszpania         | 20:34         | 642,82         | Couzou (FRA)                |
| 17.            | D-OWML Warsteiner                | Peter Cuneo Barbara Fricke         | Stany Zjednoczone | 21:05         | 535,69         | Larodde (FRA)               |